# Telecomunicaciones en Níger

## Teléfono
- Código de teléfono del país: 227
- Líneas de teléfono fijo en 2005: 24.000[1]
- Líneas de teléfono móvil en 2007: 900.000

El sistema de comunicaciones es de radioteléfono y puntos de radio de onda corta en el área sudoeste
Conexiones nacionales: Existe una línea combinada fija y móvil con una capacidad como para un 7% de la población. La ONU calcula las personas suscritas a una línea de teléfono en torno a un 0,2% en 2000, subiendo a un 2,5% en 2006. El sistema de satélite para llamadas nacionales tiene 3 estaciones, construyéndose otra nueva
Conexión internacional:
Dos conexiones de satélite con Intelsat: uno para el océano Atlántico y otro para el océano Índico.

## Radio
- Estaciones de radio: AM 5, FM 6, onda corta 4 (2001)[1] *Aparatos de radio: 680.000 en 1997,[1] 500.000 en 1992.[3]

## Televisión
- Estaciones de televisión: 5 (2007)
- Televisores: 125.000 (1997),[1] 37.000 (1992)[3]

## Internet
En 2006 se estiman 40.000 usuarios de internet, existiendo, según datos de 1999 216 hosts de internet, entre ISPs y conexiones directas.
El dominio es  .ne y está controlado por la compañía SONITEL. Según la ONU, se estima que en 2006 el 0,3% (3 de cada 1000) de los nigerinos estaba conectado a internet, aunque ha aumentado desde el 0,1% (1 de cada 1000) en el año 2000. Como punto de referencia, destacar que en los objetivos del milenio, la tasa de acceso a internet estaba en 8,16% en 2015 para los países menos desarrollados económicamente.